# Тирдзниси
Тирдзниси (груз. ტირძნისი) — село в Грузии, на территории Горийского муниципалитета края (мхаре) Шида-Картли.

## География
Село находится в центральной части Грузии, на правом берегу реки Малая Лиахви, на расстоянии приблизительно 17 километров (по прямой) к северо-северо-западу от города Гори, административного центра муниципалитета. Абсолютная высота — 821 метр над уровнем моря.

## Население
По результатам официальной переписи населения 2014 года в Тирдзниси проживало 1884 человека (929 мужчин и 955 женщин). В национальной структуре населения грузины составляли 99,4 %, осетины — 0,2 %, русские — 0,2 %.
| Год  | Население, человек |
| ---- | ------------------ |
| 2002 | 1978               |
| 2014 | ↘ 1884             |